# Cantón de Valle del Sausseron
El cantón de Valle del Sausseron (Canton du Vallée-du-Sausseron en francés) era una división administrativa francesa, que estaba situada en el departamento de Valle del Oise y la región de Isla de Francia.

## Composición
El cantón estaba formado por doce comunas:
- Auvers-sur-Oise
- Butry-sur-Oise
- Ennery
- Frouville
- Génicourt
- Hédouville
- Hérouville
- Labbeville
- Livilliers
- Nesles-la-Vallée
- Vallangoujard
- Valmondois

## Supresión del cantón de Valle del Sausseron
En aplicación del Decreto n.º 2014-168 de 17 de febrero de 2014, el cantón de Valle del Sausseron fue suprimido el 22 de marzo de 2015 y sus 12 comunas pasaron a formar parte ocho del nuevo cantón de Saint-Ouen-l'Aumône y cuatro del nuevo cantón de Pontoise.